# Iphiclides podalirius feisthamelii
Iphiclides podalirius feisthamelii é uma subespécie de insetos lepidópteros, mais especificamente de borboletas pertencente à família Papilionidae.
A autoridade científica da subespécie é Philogène Auguste Joseph Duponchel, tendo sido descrita no ano de 1832.
Trata-se de uma subespécie presente no território português.